# Bruno Salzmann
Bruno Heinrich Wilhelm Salzmann, né le 2 juillet 1883 à Heidelberg est  un cycliste sur piste allemand d'origine néerlandaise.

## Biographie
Bruno Salzmann est le fils d'un entrepreneur néerlandais naturalisé allemand. Quand il a sept ans, sa famille déménage à Amsterdam pour des raisons professionnelles, où il grandit et court contre la volonté de ses parents lors de ses premières courses. En raison de sa silhouette mince, il est appelé das Wunderkind (l'enfant prodige). En 1901, il accompagne son ami le cycliste néerlandais Piet Dickentman à Berlin pour participer aux championnats du monde sur piste au vélodrome de Friedenau et devient vice-champion du monde de demi-fond amateur.
« Enfant de parents aisés, talent indéniable, protection de Dickentman, tout cela lui a épargné des années de tergiversations en province et le détour par le sprint ».
Après les championnats du monde, Salzmann devient professionnel, à nouveau contre l’avis de ses parents. Il n'a pas tous les grands succès, mais il remporte de nombreux Grands Prix, notamment aux Pays-Bas où il est populaire.  
En 1903, il bat les records du monde des 5, 10, 15 et 20 kilomètres,. En 1903, il a gagné 7 650 marks.  
En 1905, Salzmann tente d'établir un nouveau record de l'heure à Leipzig. Il est bon dans les temps intermédiaires, mais ensuite sa machine d'entrainement tombe en panne et Salzmann tombe et se blesse grièvement. D'après Rad-Welt (de), Salzmann a gagné 16 600 marks au cours de la saison 1905. 
En 1907, il est entrainé par Werner Krüger, en 1908 et 1909 par Amérigo, par Emil Meinhold (de) en 1910, par Willy Porte en 1912. 
Entre 1907 et 1911, il se classe sixième en termes de revenus parmi les stayers allemands. Il reste professionnel jusqu'en 1913 et tente sans succès un retour en 1921,,.
Après sa retraite sportive, il vend des pièces détachés pour bicyclette à Berlin-Schöneberg, vers 1915-1917 puis à Berlin-Stegiltz-Zehlendorf jusqu'au moins 1929.

## Palmarès sur piste

### Championnats du monde
- Berlin 1901
  -  Médaillé d'argent du demi-fond amateurs[3],[15].

### Championnat d'Allemagne
- 3e Championnats d'Allemagne de demi-fond en 1910

### Autres
- 1901
  - 1re course tandem 25 km, Berlin-Friedenau
- 1902
  - Grand Prix de Halle
- 1903 
  - Grand Prix d'Amsterdam
  - 1re aux championnats des Pays-Bas
- 1904 
  - 3e Grande Roue d'Or de Friedenau sur 100 km, 1904[16]
- 1905 
  - Coupe d’Or de Magdebourg
  - Coupe d'Or de Nuremberg
  - Course de l'heure à Nuremberg[17].
- 1907[18]
  - Coupe d'Or de Magdebourg
  - Grand Prix de Dresde (100 km)
  - Record du monde de l'heure (sans coupe-vent : 88 kil. 300), à Munich
- 1908 
  - Prix d'Eté à Steglitz[19]
- 1909 
  - 1re à Leipzig[20]
  - Prix de la foire d'automne à Leipzig sur 100 km[21]
- 1910 
  - 1er à Dusseldorf[22]
- 1911 
  - Grand Prix de Hanovre
  - Grand Prix d’Anvers

## Vie privée
En 1906, Il se marie avec une Néerlandaise Jantje Mulder. Le couple vit à Nuremberg, où l’ancien champion cycliste travaille pour un fabricant de bicyclettes.